# Aburina uncinata
Aburina uncinata is een vlinder van de familie van de spinneruilen (Erebidae), van de onderfamilie van de Pangraptinae. De wetenschappelijke naam van deze soort is voor het eerst voorgesteld door Emilio Berio in een publicatie uit 1974.
De soort komt voor in Congo-Kinshasa.